# Křídlový Oltář Panny Marie ze Seebergu
Křídlový Oltář Panny Marie ze Seebergu (kolem r. 1520) je pozdně gotický oltář pocházející z kostela sv. Wolfganga v Seebergu (dnešní Ostroh). Jeho autor, označovaný jako Mistr mariánského oltáře ze Seebergu získal školení v dílně bavorského sochaře Hanse Leinbergera, proto ho s ním pojí blízkost stylu i časová souvislost. Dílna Mistra mariánského oltáře ze Seebergu působila velmi pravděpodobně přímo v Chebu, kde propojila místní řezbářskou tradici úspěšné dílny Hanse Malera, kterou obohatila o současný a módní stylový projev blízký tzv. Podunajské škole. Oltář z Ostrohu patří k vzácně dochovaným vrcholným dílům pozdně gotického sochařství na Chebsku. Je vystaven ve stálé expozici Galerie výtvarného umění v Chebu.

## Historie oltáře ze Seebergu
Anonymní řezbář byl ve starší literatuře označovaný také jako Mistr oltáře ze sv. Jošta, ale původ oltáře v kostele sv. Jošta (Jodoka) v Chebu uvádí až roku 1974 Ševčíková a není nijak podložen. Oltář je naopak opakovaně dokumentován badateli v pozdně gotickém presbytáři v hradním kostele sv. Wolfganga v Seebergu. Hrad Seeberg ze 13. století, který patřil městu Cheb a pak od roku 1434 Kašparu Schlickovi, odkoupil již značně zchátralý roku 1461 Kašpar Juncker ze Seebergu (chebský purkmistr a diplomat krále Jiřího z Poděbrad). Ten založil kostel sv. Wolfganga na samostatném ostrohu naproti hradu za říčkou Seebach. Stavbu kostela dokončila jeho vdova Anna Schlicková, která je spolu s ním v kostele pohřbena. Od roku 1497 patřil hrad bratrům Konhradovi a Joštovi z Neubergu (Neipergu), po roce 1527 čtyřem synům Konhrada z Neipergu.
Konhrad z Neipergu byl objednavatelem staršího oltáře s výjevem Oplakávání Krista (1498) i mariánského oltáře s postavami biskupů sv. Wolfganga (patrona kostela) a sv. Mikuláše (patrona Chebu). V kostele sv. Wolfganga byl oltář prokazatelně před rokem 1870 a naposled zmíněn v publikaci z roku 1915. Od roku 1901 je uváděn v inventáři Městského muzea v Chebu.
Podle nedochované barokní plechové tabule z roku 1683, umístěné původně pod nohama Assumpty, byl oltář vysvěcen roku 1520. V době baroka byl oltář doplněn nástavcem se sochou sv. Valentina a dalšími doplňky a v této podobě přetrval do II. světové války. Za války byly sochy vyjmuty a ukryty a poté vystaveny samostatně v Chebském muzeu a nakonec roku 1962 převedeny do nově založené Oblastní galerie v Chebu.

## Popis a zařazení
Oltářní skříň s pohyblivými křídly (střed 187 x 155 cm, křídla 187 x 79 cm) s výjevem nanebevzaté a oslavované Panny Marie (tzv. Assumpty) mezi dvěma biskupy. Po její pravici je patrně sv. Wolfgang (patron kostela), po levici sv. Mikuláš (patron Chebu). Stejné uspořádání figur, identifikovaných podle atributů, měl i raně barokní oltářní obraz ze seeberského hradního kostela, který popsal Karl Siegl roku 1915. Obraz byl roku 1971 předán na ONV Cheb a nyní je nezvěstný.
Sochy biskupů drží knihu a chybí jim atributy. Podle Turnwalda byl oltář roku 1683 doplněn nástavcem a sochy opatřeny polychromií. Ta byla odstraněna během pozdějších restaurování (1970, 1972, 2005). Z roku 1683 pochází dřevěná tabule na oltářní skříni, kde jsou biskupové označeni jako sv. Burghard (patron Würzburgu), sv. Erhard (patron Řezna) a sv. Valentin. Na desce, dnes vystavené s oltářem, je uvedená i doba vzniku v roce 1520
Všechny tři sochy uvnitř oltářní skříně se vyznačují virtuózní řezbářskou prací, která nemá ve fondu dochovaného pozdně gotického sochařství v Chebu paralelu. Na zavíracích křídlech oltáře jsou vlevo sv. Anna Samatřetí, vpravo sv. Kryštof. Tyto sochy, provedené v nízkém reliéfu, jsou dílenskou prací a jejich řezba vychází ze starší chebské tradice. Socha v nástavci, představující sv. Valentina, byla doplněna až při barokní renovaci roku 1683. Má hrubší zpracování a pocházela z jiného oltáře, kde zřejmě stála po levici ústřední sochy a byla k ní pootočena.

### Madona na půlměsíci (Assumpta)
Socha z lipového dřeva o výšce 116,5 cm, vzadu vyhloubená, s drobnými poškozeními v detailech. Koruna a žezlo byly při restaurování odstraněny, neboť šlo o pozdější nepůvodní doplňky.
Panna Maria stojí na půlměsíci a mírně zvýšeném podstavci se dvěma hlavičkami andílků. Dva vznášející se andělé, kteří ji korunují, jsou zhotoveni ve středně vysokém reliéfu. Postava Assumpty kompozičně navazuje na starší vzory, zejména Leinbergerovu Růžencovou Madonu z Landshutu a Madonu z poutního kostela Scheuern. Panna Marie drží drobného neoděného Ježíška vysoko na levém boku nad volnou pokrčenou nohou. V pravé ruce měla pravděpodobně jablko nebo hrušku. Ježíšek drží v pravé ruce drobný plod, levá ruka zčásti chybí. Na hrudi má namalovaný závěs z červeného korálu, který byl ve středověku ochranným apotropaickým symbolem. Vznešenosti Matky Boží odpovídá bohatý spodní šat s přiléhavým živůtkem a vysokým límcem.
Na rozdíl od Leinbergerových bavorských Madon, seeberská Panna Maria drží Ježíška nad volnou vykročenou nohou. Jinak se s nimi ale téměř shoduje Mariin svrchní šat, včetně způsobu řasení a módních detailů spodního živůtku. Marie má také podobnou stáčenou perlovou panenskou čelenku, spínající dlouhé rozpuštěné vlasy.

### Sv. Wolfgang (sv. Burghard)
Socha z lipového dřeva o výšce 127,5 cm, vzadu vyhloubená. Biskup drží v levé ruce rozevřenou knihu, v pravé patrně držel biskupskou berlu. Je oblečen do biskupského roucha (alba, dalmatika, pluviál sepnutý sponou), na rukou má rukavice a na hlavě mitru se dvěma stuhami a reliéfem Zvěstování Panně Marii. Lem jeho pláště je zdoben řezbou.

### Sv. Mikuláš (sv. Erhard)
Socha z lipového dřeva o výšce 126 cm, vzadu vyhloubená. Biskup má rukavice, v pravé ruce patrně držel berlu, levá je zdvižena v gestu vyznavače (?). Na mitře je reliéfní výjev Noli me tangere. Lem jeho pláště je zdoben řezbou. Tato socha je z ústřední trojice nejkvalitnější a nejvíce se přibližuje dílům Hanse Leinbergera.
Typika tváří obou biskupů je podobná dílům ze druhého desetiletí 16. stol., připsaným Matouši Krenissovi, nebo soše sv. Erasma z mariánského oltáře ve Frauenberg-Landshut. Motivy rouch vycházejí z rané tvorby Hanse Leinbergera – typické jsou zejména úzké trubicovité hrany záhybů přesekávané krátkými vrypy a přetáčení lemu plášťů do menších kornoutovitých útvarů. Plně plasticky rozvinuté záhyby rouch u všech tří figur mají samostatnou výtvarnou úlohu. Kombinují se v nich vysoké záhyby s ostrými prolamovanými hranami a kornoutovitě zatočenými cípy. Jemnost některých detailů, např. řezby reliéfů na mitrách obou biskupů svědčí, že sochy nebyly určeny k polychromování.

### Sv. Valentin
Socha z lipového dřeva o výšce 116 cm, vzadu opracovaná. Biskup drží v pravé ruce rozevřenou knihu, pravá ruka patrně držela berlu. Mitra je hladká, bez reliéfního zdobení. Oltářní nástavec se sochou sv. Valentina, v mělké edikule zakončené mušlí, byl doplněn až v době baroka, kdy byly sochy rovněž dodatečně polychromovány.

### Sv. Anna Samotřetí
Středně vysoký reliéf o rozměrech 123,5 x 52,5 x 9 cm, inv. č. P 31
Sv. Anna drží neoděného Ježíška na levé ruce a pravou rukou se dotýká ramene Panny Marie. Ježíšek, zobrazený v živém pohybu, drží v levé ruce jablko a pravou objímá babičku kolem krku. Prostovlasá Panna Marie s dívčí čelenkou stojí při jejím pravém boku a čte z rozevřené knihy.

### Sv. Kryštof
Středně vysoký reliéf z lipového dřeva 131 x 51 x 9 cm, inv. č. P 30
Sv. Kryštof stojí ve vlnách a opírá se oběma rukama o poutnickou hůl. Ježíšek na jeho levém rameni je neoděný a rukama se přidržuje jeho vlasů. U pravé nohy sv. Kryštofa klečí poustevník s kahancem, kterým svítí Kryštofovi na cestu. Tento výjev je v pozdním středověku obvyklý a vychází např. z mědirytu (1495) nebo dřevořezu (1500-1502) Albrechta Dürera.
Obě sochy mají moderní předlohy, pocházející z dolnobavorského prostředí. Od ústřední trojice soch oltáře se obě sochy na křídlech liší provedením řezby i typem obličejů. To odpovídá konzervativnímu pojetí řezbářů z místní chebské dílny (Mistr Madony z Kamenné ulice), která zde fungovala již před příchodem Mistra mariánského oltáře ze Seebergu a vybavila sochami např. chebský kostel sv. Mikuláše.

## Jiná díla (dílna nebo následovníci)
- Madona na půlměsíci (1520-1530), Galerie výtvarného umění v Chebu
- Madona na půlměsíci (1520-1530), Vikariát ve Františkových lázních
- Sv. Markéta, sv. Barbora, sv. Biskup (Národní galerie v Praze), sv. Biskup (soukr. sb.), součásti oltáře z let 1520-1530[12]
- Assumpta ze Stupna, Západočeská galerie v Plzni

## Díla Hanse Leinbergera a jeho okruhu

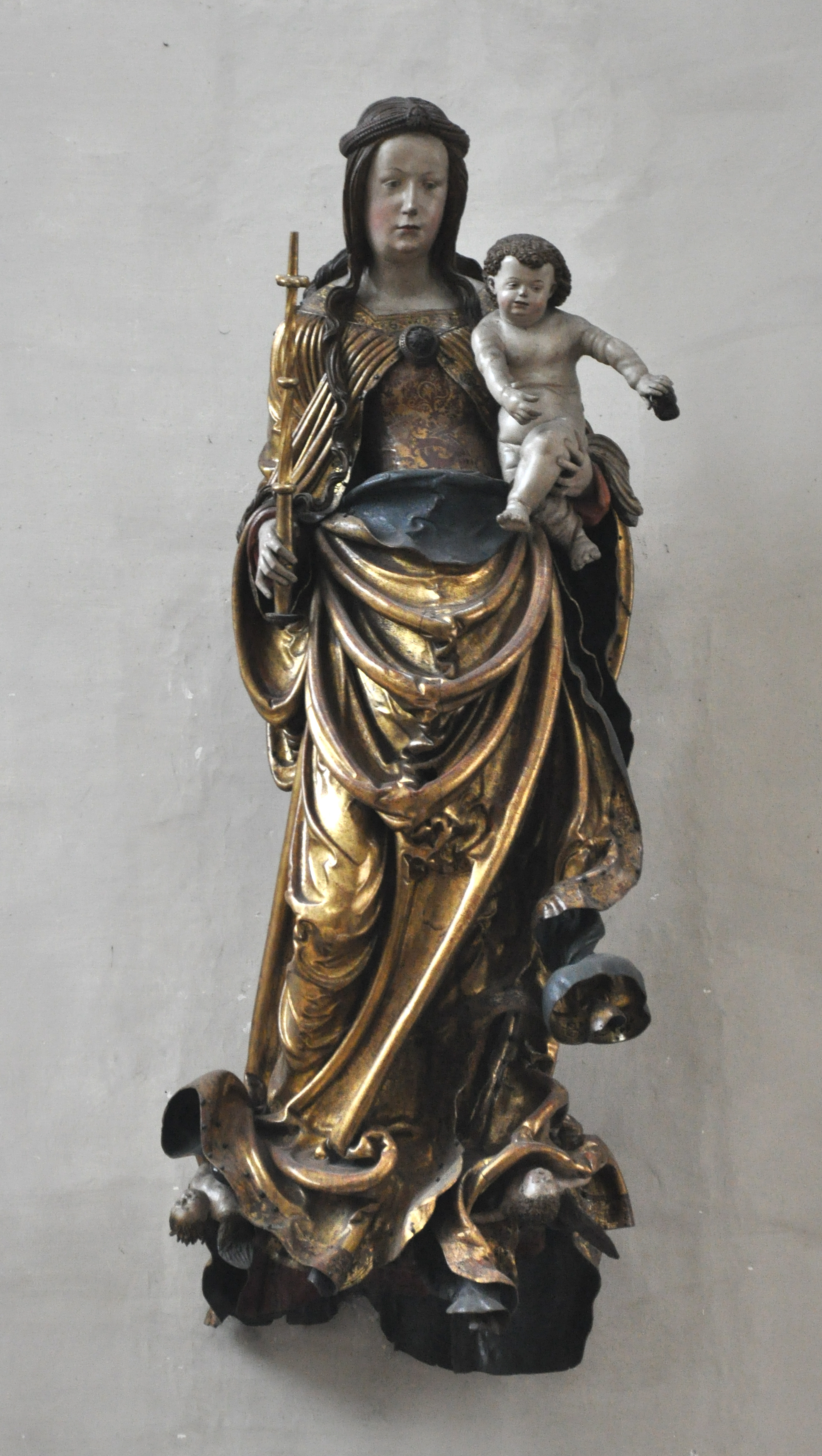
Hans Leinberger, Rosenkranzmadonna, Landshut
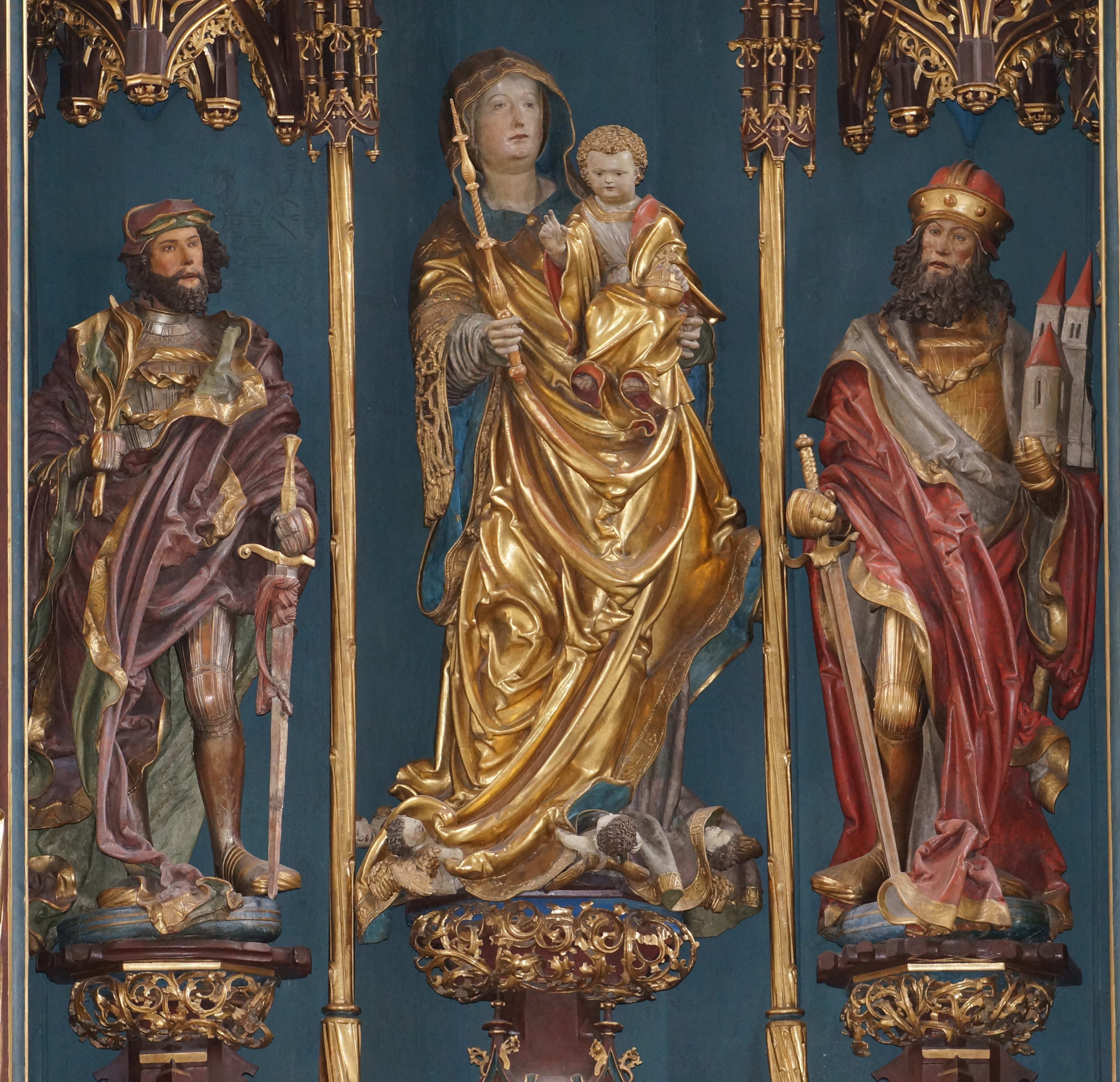
Hans Leinberger, oltář Moosburg
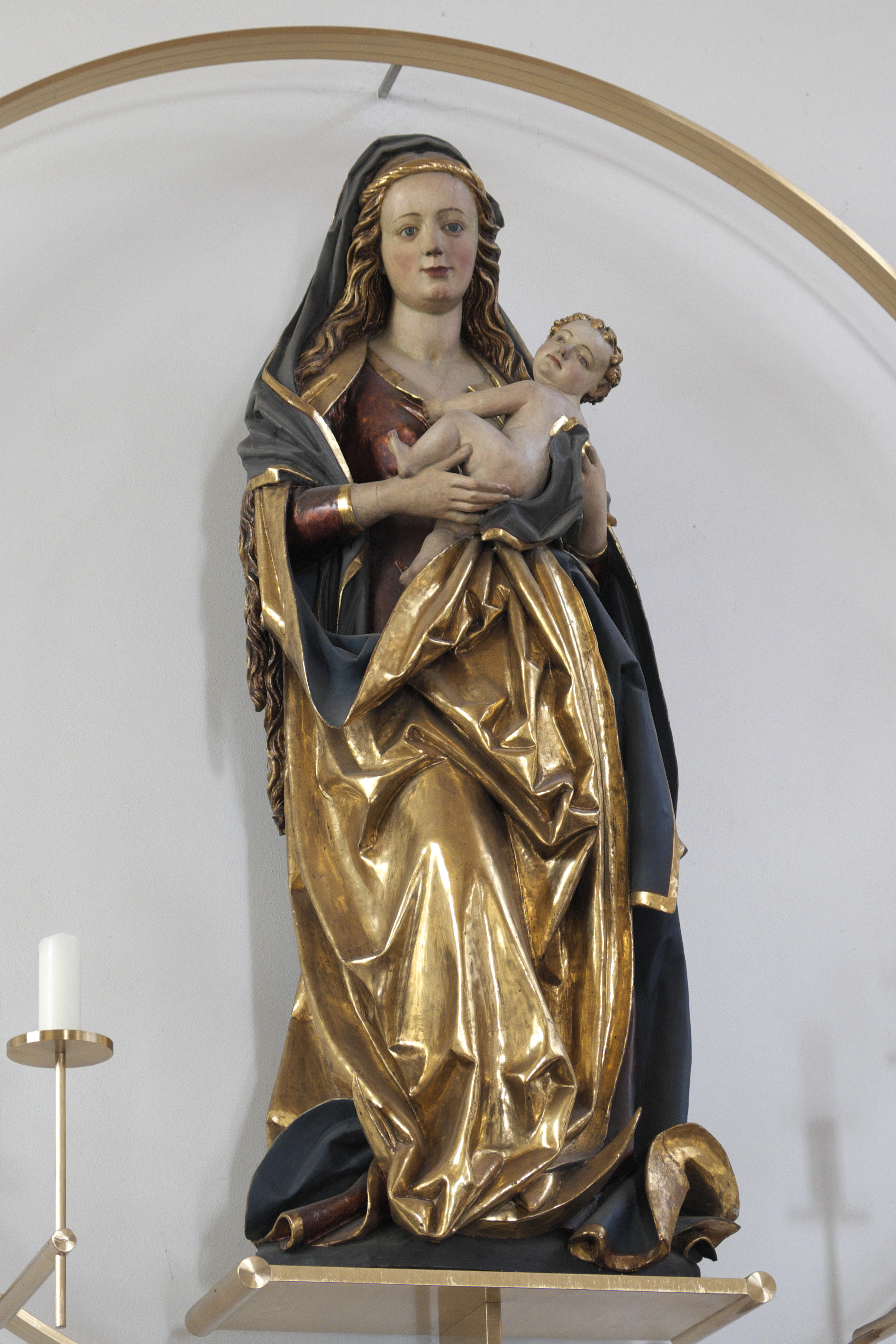
Hans Leinberger, Madonna, St. Jodok, Landshut
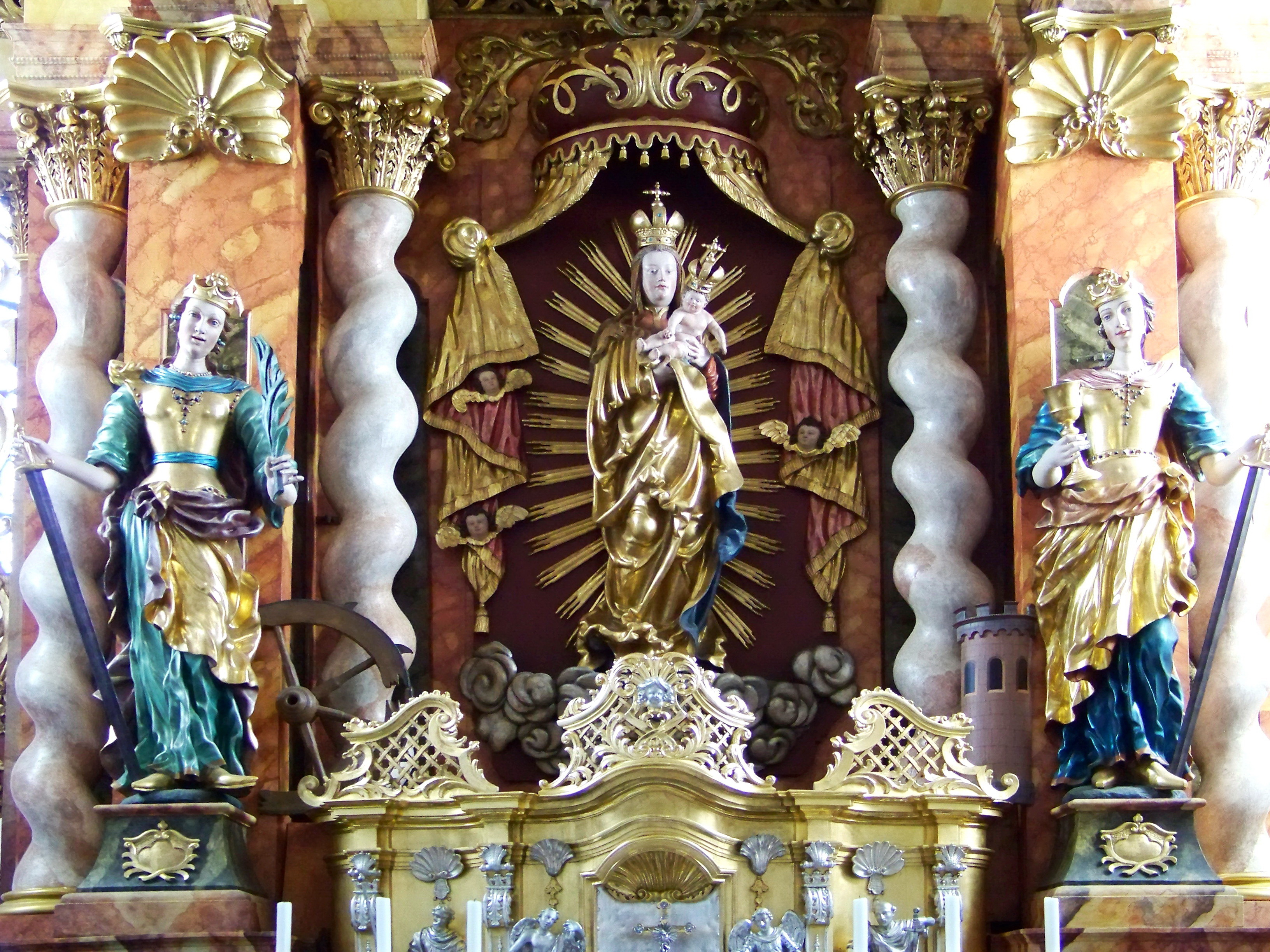
Hans Leinberger, Madonna, Furth Kirche Sankt Sebastian
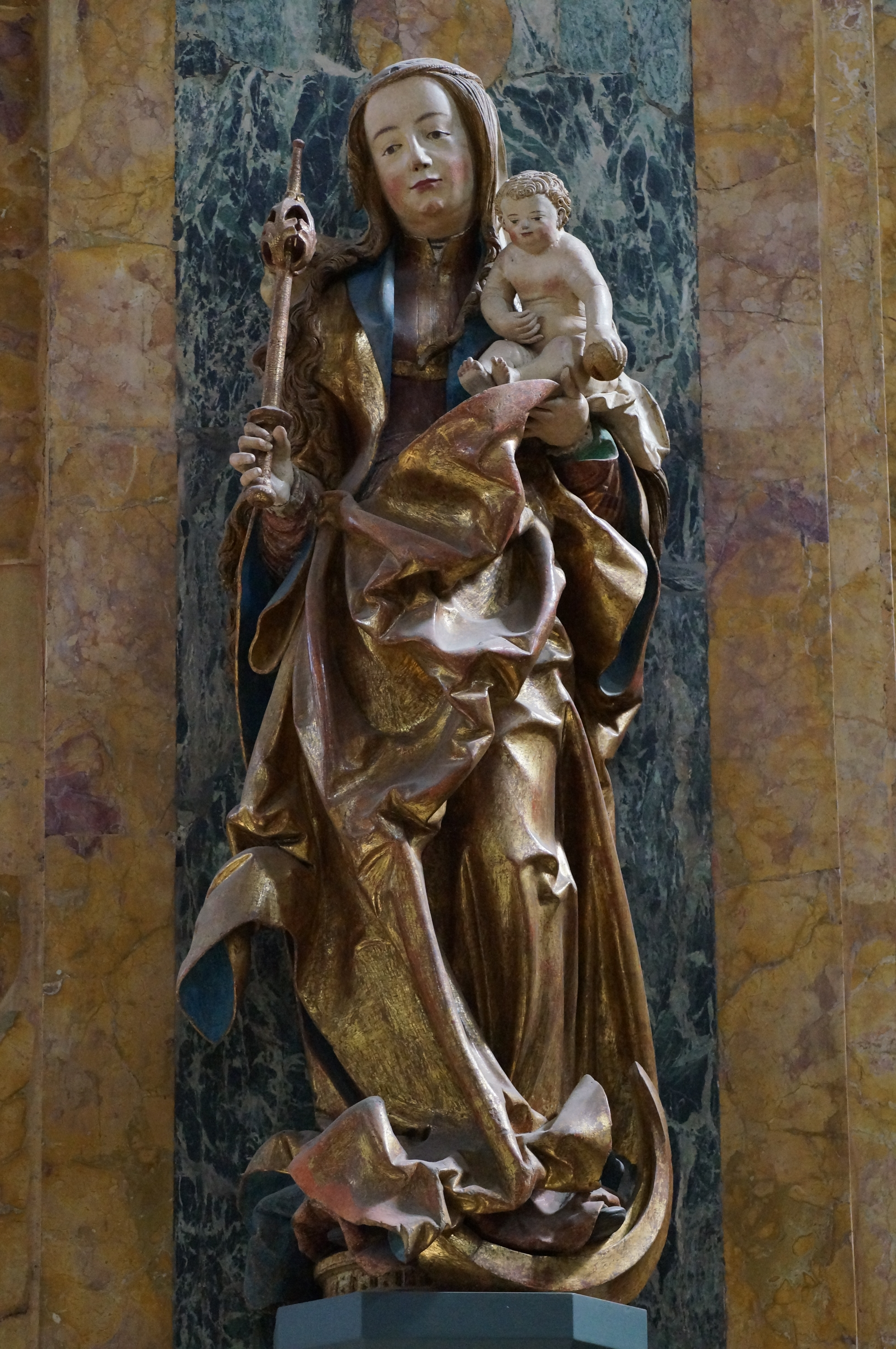
Hans Leinberger, Sichelmadonna, Brixen